# Charles Corver
Charles George Rainier Corver (Leiden, 16 januari 1936 – Leidschendam, 10 november 2020) was een internationaal voetbalscheidsrechter. Als scheidsrechter floot hij vier Europacup-finales, een finale voor de wereldbeker voor clubteams, op twee EK's en twee WK's. Corver werd door het weekblad Voetbal International in 2000 uitgeroepen tot scheidsrechter van de eeuw. Hij kreeg voor zijn verdiensten verschillende onderscheidingen.

## Loopbaan
In de halve finale van het WK 1982 floot Corver West-Duitsland - Frankrijk. Hij liet een charge van de Duitse doelman Harald Schumacher op Patrick Battiston onbestraft. Uiteindelijk zou West-Duitsland de finale halen, en niet Frankrijk dat met 3-1 voor had gestaan en al vroeg een door Corver toegekende strafschop mocht benutten.
In het boek 100 jaar fluiten werd Corver als de meest succesvolle Nederlandse scheidsrechter aller tijden genoemd. Verder was Corver zestien jaar lid van de Nederlandse tuchtcommissie betaald voetbal, twee jaar voorzitter van de Nederlandse scheidsrechterscommissie en tweeëntwintig jaar waarnemer voor de UEFA, de FIFA en de KNVB. In 1983 werd hij gedecoreerd met de Gouden Speld. Ook op voordracht van zijn medewerkers werd hij Ridder in de Orde van Oranje-Nassau. Tijdens de Bondsvergadering Betaald Voetbal van 29 mei 2006 werd hij tot bondsridder gedecoreerd.
Corver was verder erelid van Sales Management Association (SMA) en van het Voorburgse VSV Tonegido, alwaar hij tien jaar aanvoerder was van het eerste elftal, negen jaar voorzitter en trainer jeugdafdeling, vicevoorzitter hoofdbestuur en voorzitter van vele commissies. Hij was verkoopleider van Heineken en fractievoorzitter van de VVD in de gemeenteraad van Leidschendam en Voorburg (vierentwintig jaar). Het laatste jaar voor de fusie van deze gemeenten was hij wethouder van personeelszaken, financiën en communicatie. Hij kreeg de hoogste gemeentelijke onderscheiding, de Gouden Zwaan.

## Ziek
Begin november 2020 werd bekendgemaakt dat Corver ongeneeslijk ziek was. Hij overleed enkele dagen later aan uitgezaaide maagkanker.

## Interlands
| Datum             | Wedstrijd                    | Uitslag | Competitie        | Kreeg geel | Kreeg voor de tweede keer geel en dus rood | Weggestuurd |
| ----------------- | ---------------------------- | ------- | ----------------- | ---------- | ------------------------------------------ | ----------- |
| 15 november 1972  | Schotland – Denemarken       | 2 – 0   | WK-kwalificatie   | ?          | ?                                          | ?           |
| 26 september 1973 | Engeland – Oostenrijk        | 7 – 0   | Vriendschappelijk | ?          | ?                                          | ?           |
| 17 april 1975     | Spanje – Roemenië            | 1 – 1   | EK-kwalificatie   | ?          | ?                                          | ?           |
| 12 november 1975  | Portugal – Tsjecho-Slowakije | 1 – 1   | EK-kwalificatie   | ?          | ?                                          | ?           |
| 16 juni 1976      | Zweden – Noorwegen           | 2 – 0   | WK-kwalificatie   | ?          | ?                                          | ?           |
| 16 november 1977  | Frankrijk – Bulgarije        | 3 – 1   | WK-kwalificatie   | ?          | ?                                          | ?           |
| 30 november 1977  | Bolivia – Hongarije          | 2 – 3   | WK-kwalificatie   | ?          | ?                                          | ?           |
| 14 december 1977  | West-Duitsland – Wales       | 1 – 1   | Vriendschappelijk | ?          | ?                                          | ?           |
| 19 april 1978     | Engeland – Brazilië          | 1 – 1   | Vriendschappelijk | ?          | ?                                          | ?           |
| 19 mei 1978       | Frankrijk – Tunesië          | 2 – 0   | Vriendschappelijk | ?          | ?                                          | ?           |
| 7 juni 1978       | Oostenrijk – Zweden          | 1 – 0   | WK-eindronde      | ?          | ?                                          | ?           |
| 17 oktober 1979   | Hongarije – Finland          | 3 – 1   | EK-kwalificatie   | ?          | ?                                          | ?           |
| 21 november 1979  | Portugal – Oostenrijk        | 1 – 2   | EK-kwalificatie   | ?          | ?                                          | ?           |
| 16 februari 1980  | Italië – Roemenië            | 2 – 1   | Vriendschappelijk | ?          | ?                                          | ?           |
| 15 juni 1980      | België – Spanje              | 2 – 1   | EK-eindronde      | ?          | ?                                          | ?           |
| 29 april 1981     | West-Duitsland – Oostenrijk  | 2 – 0   | WK-kwalificatie   | ?          | ?                                          | ?           |
| 18 november 1981  | Portugal – Schotland         | 2 – 1   | WK-kwalificatie   | ?          | ?                                          | ?           |
| 20 juni 1982      | Tsjecho-Slowakije – Engeland | 0 – 2   | WK-eindronde      | 1          | 0                                          | 0           |
| 8 juli 1982       | Frankrijk – West-Duitsland   | 3 – 3   | WK-eindronde      | ?          | ?                                          | ?           |
| 22 september 1982 | Denemarken – Engeland        | 2 – 2   | EK-kwalificatie   | ?          | ?                                          | ?           |
| 13 november 1982  | Italië – Tsjecho-Slowakije   | 2 – 2   | EK-kwalificatie   | ?          | ?                                          | ?           |
| 30 maart 1983     | Schotland – Zwitserland      | 2 – 2   | EK-kwalificatie   | ?          | ?                                          | ?           |